# Адам Гонтијер
Адам Вејд Гонтијер (Питерборо, 25. мај 1979) канадски је певач, текстописац и музичар. Главни је певач, гитариста и текстописац рок групе Сејнт Асонија. Био је и у метал бенду Три дејс грејс. Био је укључен у сарадњу и са другим бендовима као што су Апокалиптика и Граундсвел. Деведесетих година основао је бенд Граундсвел (Три дејс грејс) који је стекао велику популарност на подручју Северне Америке.

## Биографија
Рођен је 25. маја 1979. године у Питербороу, у канадској држави Онтарио. Још као дете преселио се с родитељима у Маркам. Основну школу похађао је у Маркаму, а након тога 1995. преселио се у Норвуд где је завршио „Средњу школу Нордвуд”. Тамо је упознао Нејла Сандерсона и Бреда Валста — њих тројица основали су метал бенд Три дејс грејс.

## Каријера

### Граундсвел
Граундсвел (данас: Три дејс грејс) формиран је у Норвуду, у Онтарију 1992. Граундсвел је издао албум Wave of Popular Feeling. Бендов састав се састојао из главног певача Адама Гонтијера, бубњара Нејла Сандерсона, басисте Бреда Валста, главног гитаристе Фила Кровеа и ритам гитаристе Џоа Гранта. Већина чланова је похађала средњу школу када је бенд формиран. Крајем 1995, бенд се распао.

### Три дејс грејс
Године 1997, Гонтијер, Сандерсон и Валст регруписали су се у „Три дејс грејс”. Судећи према Гонтијеру, име се односи на осећај хитности са питањем да ли би неко могао да промени свој живот ако би имао само три дана да направи промену. Једном приликом у Торонту, бенд се упознао са локалним продуцентом Гејвином Брауном. Бенд му је дао неколико година материјала којег су створили и он је изабрао оне које је назвао „златним груменима”, према Гонтијеру. Браун и бенд су вежбали песме и направили су првмои де албум који су предали ЕМИ Објављивање Музике у Канади. Издавачка кућа је желела да чује више материјала, и са Брауном који је продуцирао, бенд је створио песму „Мрзим Све О Теби”, која је привукла пажњу неколико издавачких кућа. Бенд је ускоро потписао уговор са Џивом Рекордсом, након што је била тражена од стране председника компаније.

## Награде
Адам је освојио две BMI поп награде, као и Билбордодву награду „Рок сингл године”. Михаел Бел доделио му је награду „Биг тајм”. Освојио је и још многе друге награде.
| Година | Бенд             | Напомена                                   | Статус    |
| 2015   | Saint Asonia     | Најбољи нови музички извођач               | Освојено  |
| 2012   | Three Days Grace | (Transit of Venus) Рок албум године        | Изгубљено |
| 2009   | Three Days Grace | (Break) Рок сингл године                   | Изгубљено |
| 2006   | Three Days Grace | (One-X) Рок албум године                   | Освојено  |
| 2006   | Three Days Grace | (Animal I Have Become) Рок сингл године    | Освојено  |
| 2003   | Three Days Grace | (Three Days Grace) Рок албум године        | Изгубљено |
| 1997   | Three Days Grace | Најбољи нови музички извођач               | Освојено  |
| 1992   | Groundswell      | (Wave of Popular Feeling) Рок албум године | Изгубљено |

## Дискографија
са бендом Три дејс грејс
- Three Days Grace (2003)
- One-X (2006)
- Life Starts Now (2009)
- Transit of Venus (2012)

са бендом Сејнт Асонија
- Saint Asonia (2015)